# Herb Arnschwangu

Herb Arnschwangu

Herb Arnschwang stanowi w polu niebieskim stojąca postać świętego Marcina w czerwonej sukni prawą ręką przecinającego niebieskim mieczem ze złotym (żółtym) jelcem swój srebrny (biały) płaszcz. Święty Marcin odwraca się w heraldycznie lewą stronę. Głowę świętego otacza złoty nimb. W takimż kolorze mankiety sukni i sprzączka płaszcza. Włosy i broda czarne. Nogi świętego poniżej pasa zakrywają srebrne fale. Po lewej stronie na wysokości wzroku tarcza herbowa trójdzielna w pas. Pas górny w kolorze złotym, pas środkowy w kolorze czerwonym, pas dolny w kolorze srebrnym. 
Postać świętego nawiązuje do patrona miejscowego kościoła. Miecz ma znaczenie symboliczne gdyż gmina na przestrzeni dziejów była często doświadczana przez wydarzenia wojenne. Srebrne fale nawiązują do przepływającej nieopodal miasta rzeki Chamb. Dodatkowa tarcza w kolorach złotym, czerwonym i srebrnym nawiązuje do herbu używanego w XV wieku.
Herb został zatwierdzony w dniu 19 kwietnia 1984r.